# 荷蘭的貝兒塔
荷蘭的貝兒塔（荷蘭語：Bertha van Holland，約1055年—1094年10月15日），法蘭克人王后，腓力一世的第一任妻子。她是荷蘭伯爵弗洛里斯一世的女兒。

## 家庭
貝兒塔和腓力一世於1072年結婚，兩人共有4子1女：
1. 康斯坦絲（英语：Constance of France, Princess of Antioch）（1078年—1126年）
2. 路易六世（1081年—1137年）
3. 亨利（1083年—1089年），夭折
4. 查理（1085年—1091年），夭折
5. 厄德（1087年—1094年），夭折